# Clásica de Almería 1998
De Clásica de Almería 1998 werd gereden op zondag 1 maart over een afstand van 188 kilometer. De wedstrijd, met start in Puebla de Vicar en finish in Vera, werd gewonnen door de Italiaan Mario Traversoni. Het was de elfde editie van deze Spaanse wielerkoers. Titelverdediger was de Italiaan Massimo Strazzer, die deze editie als negende eindigde.

## Uitslag
| Plaats  | Naam                           | Ploeg                 | Tijd     |
| ------- | ------------------------------ | --------------------- | -------- |
| Winnaar | Mario Traversoni               | Mercatone Uno-Bianchi | 4u48'07" |
| 2       | Francesco Arazzi               | Ros Mary-Amica Chips  | z.t.     |
| 3       | Óscar Freire                   | Vitalicio Seguros     | z.t.     |
| 4       | Marcel Wüst                    | Festina               | z.t.     |
| 5       | Dmitri Konysjev                | Mercatone Uno-Bianchi | z.t      |
| 6       | Markus Zberg                   | Post Swiss Team       | z.t.     |
| 7       | Ángel Edo                      | Kelme-Costa Blanca    | z.t.     |
| 8       | Miguel Ángel Martín Perdiguero | Kelme-Costa Blanca    | z.t.     |
| 9       | Massimo Strazzer               | Cantina Tollo         | z.t.     |
| 10      | Francisco José García          | ONCE                  | z.t.     |

Mannen: 1988 · 1989 · 1990 · 1991 · 1992 · 1993 · 1994 · 1995 · 1996 · 1997 · 1998 · 1999 · 2000 · 2001 · 2002 · 2003 · 2004 · 2005 · 2006 · 2007 · 2008 · 2009 · 2010 · 2011 · 2012 · 2013 · 2014 · 2015 · 2016 · 2017 · 2018 · 2019 · 2020 · 2021 · 2022 · 2023 · 2024 · 2025
Vrouwen: 2023 · 2024 · 2025